# Jurski Vrh
Jurski Vrh je naselje u slovenskoj Općini Kungoti. Jurski Vrh se nalazi u pokrajini Štajerskoj i statističkoj regiji Podravskoj. 

## Stanovništvo
Prema popisu stanovništva iz 2002. godine naselje je imalo 136 stanovnika.